# 愛媛県立南宇和病院
愛媛県立南宇和病院（えひめけんりつみなみうわびょういん）は、愛媛県南宇和郡愛南町（旧城辺町）にある医療機関。愛媛県公営企業の設置等に関する条例（昭和41年12月20日条例第37号）により設置された県立の病院である。救急告示病院（平成22年4月9日愛媛県告示第436号）、エイズ治療拠点病院である。

## 沿革
- 1946年 - 日本医療団南宇和病院として南宇和郡城辺町において発足。
- 1948年6月 - 日本医療団より愛媛県に移管、愛媛県立南宇和病院となる。
- 1992年 - 現在地に新築移転。

## 診療科
- 内科
- 呼吸器科
- 小児科
- 外科
- 皮膚科
- 泌尿器科
- 産婦人科
- 眼科
- 耳鼻咽喉科
- 放射線科
- 整形外科
- 脳神経外科

## 医療機関の指定等
- 保険医療機関
- 救急告示医療機関
- 労災保険指定医療機関
- 指定自立支援医療機関（更生医療・育成医療）
- 生活保護法指定医療機関
- 結核指定医療機関
- 原子爆弾被害者医療指定医療機関
- 公害医療機関
- 母体保護法指定医の配置されている医療機関
- エイズ治療拠点病院

## 周辺の施設
- 愛南町役場

## 交通アクセス
- 愛南町内より宇和島バスで南宇和病院下車。
- 宇和島駅・宿毛駅より宇和島バスで城辺営業所下車、徒歩約10分。